# Templo de Ops
Templo de Ops (em latim: Aedes Opis) era um templo menor localizado no monte Capitolino, em Roma, e dedicado ao deus Ops, conhecido depois como Abundância, a divindade da abundância. Foi citado pela primeira vez nas fontes em 186 a.C. e, pela última, em 17 d.C..

## História
Ele ficava na porção sul da área capitolina, um pouco mais ao norte do que o Templo de Fides, na vasta praça em frente ao Templo de Júpiter Ótimo Máximo. Durante sua longa história, o edifício desmoronou diversas vezes. Restos encontrados perto da igreja de Sant'Omobono (incluindo fragmentos de colunas, parte de um pódio e uma grande cabeça feminina de mármore, provavelmente originária do acrotério) eram antigamente atribuídos ao Templo de Ops. Acredita-se atualmente, porém, que são originários do Templo de Fides por conta da descoberta, nas imediações, de inscrições bilíngues (em grego e latim) e fragmentos de tratados entre a Ásia Menor e o Senado Romano - Fides era a divindade das relações diplomáticas.

## Localização
| Planimetria do Capitólio antigo |
| --- |
| Area capitolina Arx Fórum Romano Fóruns imperiais Velabro Templo de Júpiter Capitolino Tabulário Templo de Juno Moneta Teatro de Marcelo Fórum Holitório Templo de Belona Templo de Júpiter Ferétrio Templo de Vejóvis Auguráculo Iseu Templo de Júpiter Guardião (?) Templo da Concórdia (?) Templo de Júpiter Conservador Cabana de Rômulo Altar Templo Tensário Templo de Júpiter Tonante Clivo Capitolino "Cem Passos" Porta Pandana Templo de Jano Templo de Juno Sóspita Templo de Esperança Templo de Augusto Asilo "Entre Dois Bosques" Vico Jugário Campo de Marte Pórtico dos Deuses Harmoniosos Templo de Vespasiano Templo da Concórdia Tuliano Clivo Argentário Templo de Vênus Ericina Templo de Mente (?) Templo de Fides (?) Templo de Ops (?) Arco de Cipíão Templo de Saturno Basílica Júlia |